# Brackenberg (Weserbergland)
Der Brackenberg ist ein 461 m ü. NHN hoher Berg des Sollingvorlandes im Weser-Leine-Bergland. Er liegt bei Meensen im südniedersächsischen Landkreis Göttingen (Deutschland). Auf dem Berg liegt die Burgruine Brackenburg.

## Geographie

### Lage und Geologie
Der Brackenberg erhebt sich im Mittelteil des Naturparks Münden 1,3 km südwestlich von Meensen (südöstlicher Gemeindeteil von Scheden), 2,5 km ostnordöstlich von Wiershausen und 2,3 km (jeweils Luftlinie) nordöstlich von Lippoldshausen (letztere sind östliche Stadtteile von Hann. Münden). In Richtung Wiershausen bzw. Lippoldshausen fällt das Gelände des Bergs in das Werratal ab.
Der Berg besteht aus Basalt und Muschelkalk.

### Naturräumliche Zuordnung
Der Brackenberg gehört in der naturräumlichen Haupteinheitengruppe Weser-Leine-Bergland (Nr. 37), in der Haupteinheit Sollingvorland (371) und in der Untereinheit Südliches Sollingvorland (371.1) zum Naturraum Dransfelder Hochflächen (371.15). Die Landschaft fällt nach Südwesten, Westen und Nordwesten in den Naturraum Schedener Rötsenke (371.11) ab.

## Schutzgebiete
Auf dem bewaldeten Brackenberg liegen Teile der Landschaftsschutzgebiete Buchenwälder und Kalkmagerrasen zwischen Dransfeld und Hedemünden (CDDA-Nr. 555547221; 2011 ausgewiesen; 16 km² groß), Leinebergland (CDDA-Nr. 322560; 1986; 25,706 km²) und Weserbergland-Kaufunger Wald (CDDA-Nr. 325317; 1989; 285,0180 km²) sowie solche des Fauna-Flora-Habitat-Gebiets Buchenwälder und Kalkmagerrasen zwischen Dransfeld und Hedemünden (FFH-Nr. 4524-302; 14,96 km²).

## Burgruine Brackenburg
Auf der Kuppe des Brackenbergs liegt im Wald die Burgruine Brackenburg. Die Burg wurde 1303 bis 1353 erbaut und ist seit 1486 dem Verfall preisgegeben. Es sind noch Graben-, Mauer- und Wallreste vorhanden. Die Ruine ist frei zugänglich.